# Conchita Martínez
Inmaculada Concepción »Conchita« Martínez Bernat, španska tenisačica, * 16. april 1972, Monzón, Španija.
Conchita Martínez je nekdanja številka dve na ženski teniški lestvici in zmagovalka enega posamičnega turnirja za Grand Slam, še dvakrat pa se je uvrstila v finale. Osvojila je Odprto prvenstvo Anglije leta 1994, ko je v finalu premagala Martino Navrátilová v treh nizih. V finalu je nastopil še na turnirjih za Odprto prvenstvo Avstralije leta 1998, ko jo je v finalu premagala Martina Hingis v dveh nizih, in Odprto prvenstvo Francije leta 2000, ko jo je v finalu premagala Mary Pierce v dveh nizih. Na turnirjih za Odprto prvenstvo ZDA se je najdlje uvrstila v četrtfinale, kar ji je uspelo v letih 1995 in 1996. Najvišjo uvrstitev na ženski teniški lestvici je dosegla 30. oktobra 1995, ko je zasedala drugo mesto. Štirikrat je nastopila na olimpijskih turnirjih, kjer je osvojila tri medalje v ženskih dvojicah, srebro v letih 1992 in 2004 ter bron leta 1996. Leta 2020 je bila sprejeta v Mednarodni teniški hram slavnih.

## Posamični finali Grand Slamov (3)

### Zmage (1)
| Leto | Turnir                   | Nasprotnica v finalu | Rezultat finala |
| 1994 | Odprto prvenstvo Anglije | Martina Navrátilová  | 6–4, 3–6, 6–3   |

### Porazi (2)
| Leto | Turnir                      | Nasprotnica v finalu | Rezultat finala |
| 1998 | Odprto prvenstvo Avstralije | Martina Hingis       | 6–3, 6–3        |
| 2000 | Odprto prvenstvo Francije   | Mary Pierce          | 6–2, 7–5        |